# Geoffrey Anketell Studdert Kennedy
Geoffrey Anketell Studdert Kennedy est un prêtre anglican et un poète britannique né à Leeds le 27 juin 1883 et mort le 8 mars 1929. Il est surnommé « Woodbine Willie » car il accompagnait son aide spirituelle aux blessés de la Première Guerre mondiale de cigarettes de marque Woodbine.

## Biographie
Septième des neuf enfants d'un curé de Leeds, William Studdert Kennedy, Geoffrey étudie dans sa ville natale puis à Trinity College à Dublin, dont il est diplômé de lettres classiques et de théologie.
D'abord curé de l'église Saint-Paul de Worcester, il s'engage comme aumônier volontaire durant la Première Guerre mondiale. On le surnomme alors « Woodbine Willie », d'après le nom des cigarettes qu'il distribue aux blessés. Il reçoit la Military Cross et écrit de nombreux poèmes sur son expérience de la guerre, réunis dans Rough Rhymes of a Padre (1918) et More Rough Rhymes (1919).
Après la guerre, il devient curé de l'église Saint-Edmond roi et martyr à Londres. Représentant du socialisme chrétien, ardent pacifiste, il rédige Lies (1919), Democracy and the Dog-Collar (1921), Food for the Fed Up (1921), The Wicket Gate (1923) et The Word and the Work (1925). Il travaille ensuite pour le Industrial Christian Fellowship pour lequel il donne des conférences : c'est lors d'une tournée qu'il tombe malade et meurt à Liverpool.

## Dans la culture
Il est évoqué dans la chanson Absent Friends du groupe The Divine Comedy en 2004.
Il est également évoqué dans l'épisode La mandragore de la saison 3 -1964 de The avengers (Chapeau melon et bottes de cuir)